# Yi Yuanji

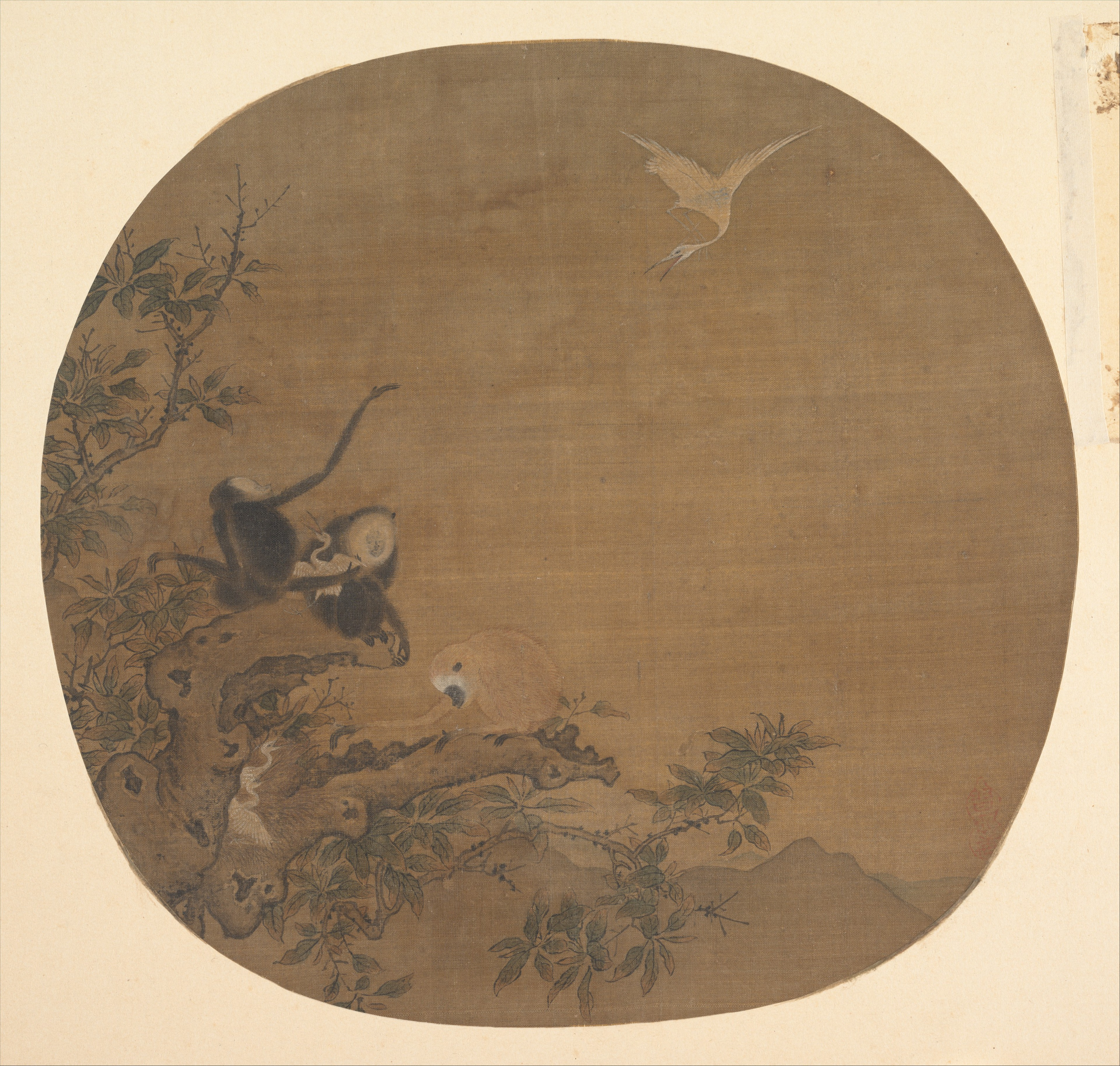
Drie gibbons vangen zilverreigers, albumblad met gewassen inkt en kleur op zijde, collectie Metropolitan Museum of Art

Yi Yuanji (易元吉; ca. 1000–ca. 1065) was een Chinees kunstschilder die actief was tijdens de periode van de Noordelijke Song. Hij is met name bekend om zijn schilderingen van gibbons.

## Biografie
Yi Yuanji werd rond het jaar 1000 geboren in Changsha, in de provincie Hunan. Hij bekwaamde zich in realistische schilderingen van bloemen, vogels, bijen en cicades. Naar verluidt veranderde hij zijn schilderstijl na het zien van het werk van Zhao Chang. Onder de indruk van de kwaliteit van deze schilderingen besloot Yi om nieuwe, ongebruikelijke schildermotieven te proberen, om zo niet in de schaduw te blijven van de oude meesters.
Yi Yuanji begon zich toe te leggen op het schilderen van reeën en gibbons. Om deze dieren in hun natuurlijke omgeving te bestuderen bracht Yi een aantal maanden door in de bergen in het zuiden van Hubei en het noorden van Hunan. In 1064 vervaardigde Yi Yuanji als hofschilder een aantal schermen voor de keizerlijke familie. Keizer Song Yingzong was dermate onder de indruk van Yi's werk, dat hij hem opdracht voor een werk dat Schilderij van honderd gibbons zou gaan heten. Yi stierf echter toen hij slechts een aantal van de gibbons had geschilderd.